# François Guizot
François Pierre Guillaume Guizot, född 4 oktober 1787 i Nîmes, död 12 september 1874, var en fransk historiker, talare och statsman.
Guizot växte upp i en borgerlig, protestantisk familj och uppfostrades i Genève efter strikt kalvinistiska principer och kom 1805 till Paris, där han, uppmärksammad för sin arbetsförmåga och lärdom 1812 blev biträdande professor vid Sorbonne, senare professor i Modern historia. Guizot gav uppslaget till den moderna franska historieforskningen. Hans undervisning utmärkte sig för sträng vetenskaplighet, grundliga källstudier och ingående forskningar angående den historiska utvecklingen av institutionerna. 
År 1814 blev Guizot inrikesministern François Xavier de Montesquiou-Fézensacs generalsekreterare, och begav sig efter Napoleons återkomst till Ludvig XVIII i Gent, utsågs vid andra restaurationen till generalsekreterare i justitiedepartementet och senare maître de requêtes i Conseil d'état. Guizot anslöt sig till det doktrinära partiet och tog betydande del i utarbetandet av vallagen 1817, militärlagen 1818 och tryckfrihetslagen 1819. Élie Decazes utnämnde honom till direktör för den departementala och kommunala förvaltningen. Vid Decazes fall 1820 återvände Guizot till Sorbonne och angrep Jean-Baptiste de Villèles regering i sina föreläsningar, varför hans kurser inställdes 1822. 
Åren därefter utgav han Collection des mémoiries relatifs à l'hstoire d'Angleterre, Collection des mémoires relatifs à l'histoire de France Jusqu'au XIII:e siècle, Essais sur l'historie de France, samt de två första banden av sin Histoire de la révolution d'Angleterre. År 1828 erhöll han tillstånd att på nytt undervisa. 
Deputerad 1830, protesterade Guizot mot 1830 års förordningar och blev efter julirevolutionen 1830 inrikesminsiter. Guizot skilde sig nu alltmer från liberalerna för att följa en övervägande konservativ politik. Som medlem av Adolphe Thiers och Victor de Broglies regeringar 1832–36, genomdrev han 1833 en lag angående organisationen av folkskoleundervisningen. 1836–37 var han undervisningsminister i Louis Mathieu Molés regering. År 1840 blev han ambassadör i London, där han ej lyckades förhindra Londonkonventionen, vilken reglerade affärerna i Orienten med uteslutande av Frankrike, och återkallades samma år för att ingå i Nicolas Jean-de-Dieu Soults regering som utrikesminister fram till 1847. 19 september 1847–23 februari 1848 var han konseljpresident, och ledde under denna till Frankrikes inrikes- och utrikespolitik. Hans inrikespolitik präglades av hans vägran att genomföra reformer, särskilt i avseende på vallagen. Hans utrikespolitik sammanföll med Ludvig Filip I av Frankrikes önskan om bibehållande av fred till varje pris. Guizots motstånd mot liberala partiets krav ledde till Februarirevolutionen 1848. Han ingav sin avskedsansökan och begav sig kort därefter till Ludvig Filip i Storbritannien.
Därmed var hans politiska bana avslutad, och han ägnade sid hädanefter åt historiska, moraliska och religiösa studier. Han avslutade sitt verk om engelska revolutionens historia, sina Mémoires pour servir à l'histoire de mon temps (10 band, 1858–60) samt utgav mot slutet av sitt liv Histoire de France racontée à mes petits-enfant, fullföljt av dottern, madame de Witt.
I första äktenskapet var han gift med författarinnan Pauline de Meulan, känd som madame Guizot.
Guizot invaldes 1836 i Franska akademien. Han blev 1837 utländsk ledamot av Vitterhetsakademien och 1842 av Vetenskapsakademien.